# Laura Maersk (2023)
Laura Maersk es un buque portacontenedores alimentado con combustible de metanol que se lanzó en 2023. Propiedad de Maersk, es el primer buque portacontenedores del mundo que funciona con un motor de combustible de metanol.

## Fondo
El Laura Maersk fue construido como un buque portacontenedores de combustible dual (metanol y diésel) en el Astillero Hyundai Mipo, Corea del Sur.
Fue bautizado así por la presidenta de la Comisión Europea, Ursula von der Leyen, en Copenhague el 14 de septiembre de 2023. Lleva el nombre del barco de vapor SS Laura, el primer barco propiedad de Peter Mærsk Møller, padre del fundador de Maersk. Es el primer buque portacontenedores del mundo que funciona con combustible de metanol y forma parte del objetivo de Maersk de tener una flota que funcione únicamente con combustibles ecológicos.

## Descripción
El Laura Maersk tiene 172 m (564 pies) de largo, 32 m (105 pies) de ancho y tiene un tonelaje bruto de 25.750 toneladas. Tanto su motor principal, desarrollado por MAN Energy Solutions en asociación con HD Hyundai Heavy Industries, como su motor auxiliar Hyundai Heavy Industries Hi-touch Marine & Stationary Engine son capaces de funcionar con metanol y diésel. Maersk tiene como objetivo utilizar metanol verde para alimentar al Laura Maersk, inicialmente desde Rotterdam, Países Bajos, hasta que se habilite la producción en Dinamarca. El barco tiene una capacidad de 2100 contenedores TEU.